# Praia do Araçagi
A Praia do Araçagi é uma praia do município de São José de Ribamar, no norte da ilha de Upaon-Açu, na Região Metropolitana de São Luís, no estado do Maranhão, no Brasil. É uma das praias mais limpas da ilha, com ondas fortes e altas. Na maré baixa, formam-se piscinas naturais. Ao redor da praia, começou a ser formado o bairro do Araçagi em meados dos anos 1990. Hoje, é considerado um bairro de classe média alta.

## Topônimo
"Araçagi" é uma palavra originária da tupi e significa "água de araçá", pela junção dos termos ara'sá ("araçá") e  'y  ("água")

## História
O bairro do Araçagi começou a ser povoado na década de 1990 e, hoje, recebe boa parte da classe média alta de São Luís. A praia se estende da Praia de Ponta Grossa, conhecida popularmente como Praia do Meio e a orla da Avenida Oceânica, no Farol do Araçagi. 

## Problemas
O principal problema enfrentado pelos moradores do Araçagi é a falta de infraestrutura das ruas do bairro. Isso porque, até o início dos anos 2000, havia um conflito sobre qual seria o município responsável pelo bairro. Como os acessos eram ruins, eram poucos os moradores que se aventuravam se mudar para o bairro. Além disso, não havia supermercados próximos, linha de ônibus regulares e nem escolas, o que acabou dificultando o seu povoamento. Atualmente um dos maiores problemas enfrentados referentes a poluição na Praia do Araçagi é o transporte irregular de carros nas areias da praia, devido a alta circulação de carros, muitos dejetos são jogados nas areias da praia, e são levados pra maré. Leis foram criadas e implantadas para impedir tal circulação de veículos, mas mesmo assim, o número de automóveis nas areias do Araçagi ainda é grande.

## Melhorias
Quando a Prefeitura de São José de Ribamar assumiu a administração do bairro do Araçagi, houve uma mudança radical no aspecto do bairro: ruas foram asfaltadas e a iluminação pública chegou às ruas principais e transversais, o que acabou gerando um boom imobiliário. Já existem alguns pontos comerciais, que atendem à população ainda remota da orla do Araçagi. Em 2005, o Colégio Marista mudou a sede da escola do antigo prédio localizado no Centro de São Luís para o bairro. Além disso, no bairro ainda existe a sede do Araçagi Praia Clube. O Araçagi ainda continua em franca expansão, assim como as melhorias. Um dos principais logradouros do bairro é a MA-203, também conhecida como Avenida dos Holandeses, Estrada do Araçagi e Estrada da Raposa, que liga a Região Metropolitana à orla de São Luís, assim como a diversos outros bairros da capital e a Avenida Oceânica que fica localizado à beira–mar, onde fica localizado o ponto final da linha 976 – Araçagi.

## Localização
O bairro está localizado entre os bairros do Olho d´Água, Residencial Pirâmide, Vila Luizão e Turu.